# Општина Тласкала (Тласкала)
Тласкала (шп. Tlaxcala) општина је у Мексику у савезној држави Тласкала. Општина се налази на надморској висини од 2230 м.

## Становништво
Према подацима из 2010. у општини је живело 89795 становника.

### Хронологија
| Година       | 2000                  | 2005                  | 2010                  |
| ------------ | --------------------- | --------------------- | --------------------- |
| Становништво | 73230 (35078 / 38152) | 83748 (39836 / 43912) | 89795 (42529 / 47266) |

### Попис
| \| \| м \| \| \| ж \| \| 0—2 \| 2.118 \| \| \| 2.123 \| \| 3—5 \| 2.461 \| \| \| 2.313 \| \| 6—11 \| 4.860 \| \| \| 4.888 \| \| 12—14 \| 2.387 \| \| \| 2.396 \| \| 15—17 \| 2.599 \| \| \| 2.513 \| \| 18—24 \| 5.629 \| \| \| 5.832 \| \| 60+ \| 3.293 \| \| \| 4.020 \| \| Просек : \| 29,3 \| \| \| 30,9 \| |       |  |  |       |
| |       |  |  |       |
| | м     |  |  | ж     |
| 0—2 | 2.118 |  |  | 2.123 |
| 3—5 | 2.461 |  |  | 2.313 |
| 6—11 | 4.860 |  |  | 4.888 |
| 12—14 | 2.387 |  |  | 2.396 |
| 15—17 | 2.599 |  |  | 2.513 |
| 18—24 | 5.629 |  |  | 5.832 |
| 60+ | 3.293 |  |  | 4.020 |
| Просек : | 29,3  |  |  | 30,9  |

| #   | Индикатор                                                                                        | Вредност |
| --- | ------------------------------------------------------------------------------------------------ | -------- |
| 1   | Становништво од 0 до 2 године                                                                    | 4241     |
| 2   | Мушко становништво од 0 до 2 године                                                              | 2118     |
| 3   | Женско становништво од 0 до 2 године                                                             | 2123     |
| 4   | Становништво са 3 и више година                                                                  | 84624    |
| 5   | Мушко становништво са 3 и више година                                                            | 39948    |
| 6   | Женско становништво са 3 и више година                                                           | 44676    |
| 7   | Становништво са 5 и више година                                                                  | 81413    |
| 8   | Мушко становништво са 5 и више година                                                            | 38286    |
| 9   | Женско становништво са 5 и више година                                                           | 43127    |
| 10  | Становништво са 12 и више година                                                                 | 70102    |
| 11  | Мушко становништво са 12 и више година                                                           | 32627    |
| 12  | Женско становништво са 12 и више година                                                          | 37475    |
| 13  | Становништво са 15 и више година                                                                 | 65319    |
| 14  | Мушко становништво са 15 и више година                                                           | 30240    |
| 15  | Женско становништво са 15 и више година                                                          | 35079    |
| 16  | Становништво са 18 и више година                                                                 | 60207    |
| 17  | Мушко становништво са 18 и више година                                                           | 27641    |
| 18  | Женско становништво са 18 и више година                                                          | 32566    |
| 19  | Становништво од 3 до 5 година                                                                    | 4774     |
| 20  | Мушко становништво од 3 до 5 година                                                              | 2461     |
| 21  | Женско становништво од 3 до 5 година                                                             | 2313     |
| 22  | Становништво од 6 до 11 година                                                                   | 9748     |
| 23  | Мушко становништво од 6 до 11 година                                                             | 4860     |
| 24  | Женско становништво од 6 до 11 година                                                            | 4888     |
| 25  | Становништво од 8 до 14 година                                                                   | 11221    |
| 26  | Мушко становништво од 8 до 14 година                                                             | 5586     |
| 27  | Женско становништво од 8 до 14 година                                                            | 5635     |
| 28  | Становништво од 12 до 14 година                                                                  | 4783     |
| 29  | Мушко становништво од 12 до 14 година                                                            | 2387     |
| 30  | Женско становништво од 12 до 14 година                                                           | 2396     |
| 31  | Становништво од 15 до 17 година                                                                  | 5112     |
| 32  | Мушко становништво од 15 до 17 година                                                            | 2599     |
| 33  | Женско становништво од 15 до 17 година                                                           | 2513     |
| 34  | Становништво од 18 до 24 године                                                                  | 11461    |
| 35  | Мушко становништво од 18 до 24 године                                                            | 5629     |
| 36  | Женско становништво од 18 до 24 године                                                           | 5832     |
| 37  | Женско становништво од 15 до 49 година                                                           | 26731    |
| 38  | Становништво са 60 и више година                                                                 | 7313     |
| 39  | Мушко становништво са 60 и више година                                                           | 3293     |
| 40  | Женско становништво са 60 и више година                                                          | 4020     |
| 41  | Однос између мушкараца и жена                                                                    | 89.98    |
| 42  | Становништво од нуле до 14 година                                                                | 23546    |
| 43  | Становништво од 15 до 64 године                                                                  | 60431    |
| 44  | Становништво од 65 година и више                                                                 | 4888     |
| 45  | Просечан број деце                                                                               | 1.95     |
| 46  | Становништво рођено у ентитету                                                                   | 64529    |
| 47  | Мушко становништво рођено у ентитету                                                             | 30940    |
| 48  | Женско становништво рођено у ентитету                                                            | 33589    |
| 49  | Становништво рођено у другом ентитету                                                            | 23850    |
| 50  | Мушко становништво рођено у другом ентитету                                                      | 10870    |
| 51  | Женско становништво рођено у другом ентитету                                                     | 12980    |
| 52  | Становништво од 5 година и више резидентно у ентитету у јуну 2005. године                        | 75783    |
| 53  | Мушко становништво старосног доба од 5 година и више, резидентно у ентитету у јуну 2005. године  | 35450    |
| 54  | Женско становништво старосног доба од 5 и више година, резидентно у ентитету у јуну 2005. године | 40333    |
| 55  | Становништво од 5 година и више које је живело у другом ентитету у јуну 2005. године             | 4665     |
| 56  | Мушко становништво старије од 5 година које је живело у другом ентитету у јуну 2005. године      | 2272     |
| 57  | Женско становништво старије од 5 година које је живело у другом ентитету у јуну 2005. године     | 2393     |
| 58  | Становништво од 3 године и више које говори аутохтони језик                                      | 1189     |
| 59  | Мушко становништво старо 3 године и више које говори аутохтони језик                             | 599      |
| 60  | Женско становништво старо 3 године и више које говори аутохтони језик                            | 590      |
| 61  | Становништво од 3 године и више које говори аутохтони језик и не говори шпански језик            | 6        |
| 62  | Мушко становништво старо 3 године и више које говори аутохтони језик и не говори шпански         | 0        |
| 63  | Женско становништво старо 3 године и више које говори аутохтони језик и не говори шпански језик  | 6        |
| 64  | Становништво старо 3 године и више које говори аутохтони језик и шпански                         | 1023     |
| 65  | Мушко становништво старо 3 године и више које говори аутохтони језик и шпански                   | 516      |
| 66  | Женско становништво старо 3 године и више које говори аутохтони језик и шпански                  | 507      |
| 67  | Становништво од 5 година и више које говори аутохтони језик                                      | 1184     |
| 68  | Становништво од 5 година и више које говори аутохтони језик и не говори шпански језик            | 6        |
| 69  | Становништво од 5 година и више које говори аутохтони језик и говори шпански језик               | 1021     |
| 70  | Становништво у домородачким домаћинствима                                                        | 2942     |
| 71  | Становништво са ограничењима у активностима                                                      | 2931     |
| 72  | Становништво са ограниченим ходањем или кретањем, горе или доле                                  | 1690     |
| 73  | Становници са ограничењима вида, чак и уз кориштење сочива                                       | 781      |
| 74  | Становништво са ограничењима говора, комуникације или конверзације                               | 238      |
| 75  | Становништво са ограниченим слухом                                                               | 345      |
| 76  | Становништво са ограничењима при одевању, купању или јелу                                        | 166      |
| 77  | Становништво са ограничењима у опажању или учењу једноставних ствари                             | 147      |
| 78  | Становништво са менталним ограничењима                                                           | 258      |
| 79  | Становништво без ограничења активности                                                           | 85506    |
| 80  | Становништво од 3 до 5 година које не похађа школу                                               | 1852     |
| 81  | Мушко становништво од 3 до 5 година које не похађа школу                                         | 994      |
| 82  | Женско становништво од 3 до 5 година које не похађа школу                                        | 858      |
| 83  | Становништво од 6 до 11 година које не похађа школу                                              | 129      |
| 84  | Мушко становништво од 6 до 11 година које не похађа школу                                        | 70       |
| 85  | Женско становништво од 6 до 11 година које не похађа школу                                       | 59       |
| 86  | Становништво од 12 до 14 година које не похађа школу                                             | 142      |
| 87  | Мушко становништво од 12 до 14 година које не похађа школу                                       | 96       |
| 88  | Женско становништво од 12 до 14 година које не похађа школу                                      | 46       |
| 89  | Становништво од 15 до 17 година похађа школу                                                     | 4344     |
| 90  | Мушко становништво од 15 до 17 година похађа школу                                               | 2186     |
| 91  | Женско становништво између 15 и 17 година живота у школи                                         | 2158     |
| 92  | Становништво од 18 до 24 године похађа школу                                                     | 5600     |
| 93  | Мушко становништво од 18 до 24 године похађа школу                                               | 2807     |
| 94  | Женско становништво од 18 до 24 године похађа школу                                              | 2793     |
| 95  | Становништво од 8 до 14 година које не може да чита и пише                                       | 163      |
| 96  | Мушко становништво старосног доба од 8 до 14 година које не може да чита и пише                  | 86       |
| 97  | Женско становништво старосног доби од 8 до 14 година које не може да чита и пише                 | 77       |
| 98  | Становништво од 15 година и више које је неписмено                                               | 1193     |
| 99  | Мушко становништво од 15 година и више које је неписмено                                         | 318      |
| 100 | Женско становништво од 15 година и више које је неписмено                                        | 875      |
| 101 | Становништво старо 15 и више година без школовања                                                | 1451     |
| 102 | Мушко становништво старо 15 и више година без школовања                                          | 455      |
| 103 | Женско становништво старо 15 и више година без школовања                                         | 996      |
| 104 | Становништво старосног доба 15 и више година са непотпуним основним образовањем                  | 2831     |
| 105 | Мушко становништво старосног доба од 15 година и више са непотпуном основним образовањем         | 1173     |
| 106 | Женско становништво старосног доба 15 и више година са непотпуном основним образовањем           | 1658     |
| 107 | Становништво старо 15 и више година са комплетним основним образовањем                           | 6690     |
| 108 | Мушко становништво старо 15 година и више са комплетним основним образовањем                     | 2857     |
| 109 | Женско становништво старо 15 и више година са комплетним основним образовањем                    | 3833     |
| 110 | Становништво старосног доба 15 и више година са непотпуним средњим образовањем                   | 2269     |
| 111 | Мушко становништво старосног доба од 15 година и више са непотпуним средњим образовањем          | 1248     |
| 112 | Женско становништво старосног доба од 15 година и више са непотпуним средњим образовањем         | 1021     |
| 113 | Становништво старо 15 и више година са пуним секундарном образовањем                             | 12462    |
| 114 | Мушко становништво старосног доба од 15 година и више са пуним секундарном образовањем           | 6018     |
| 115 | Женско становништво старосног доба од 15 година и више са пуним секундарном образовањем          | 6444     |
| 116 | Становништво старије од 18 година са постосновним образовањем                                    | 37055    |
| 117 | Мушко становништво старије од 18 година са постосновним образовањем                              | 17365    |
| 118 | Женско становништво старије од 18 година са постосновним образовањем                             | 19690    |
| 119 | Просечна оцена школовања                                                                         | 11.34    |
| 120 | Просечан ниво образовања мушке популације                                                        | 11.51    |
| 121 | Просечан ниво образовања женског становништва                                                    | 11.2     |
| 122 | Економски активно становништво                                                                   | 39470    |
| 123 | Економски активна мушка популација                                                               | 22887    |
| 124 | Економски активна женска популација                                                              | 16583    |
| 125 | Становништво које није економски активно                                                         | 30399    |
| 126 | Мушко становништво које није економски активно                                                   | 9619     |
| 127 | Женско становништво које није економски активно                                                  | 20780    |
| 128 | Запослено становништво                                                                           | 37832    |
| 129 | Запослено мушко становништво                                                                     | 21797    |
| 130 | Запослено женско становништво                                                                    | 16035    |
| 131 | Незапослена популација                                                                           | 1638     |
| 132 | Незапослена мушка популација                                                                     | 1090     |
| 133 | Незапослена женска популација                                                                    | 548      |
| 134 | Становништво без права на здравствене услуге                                                     | 32817    |
| 135 | Становништво које има право на здравствене услуге                                                | 55872    |
| 136 | Становништво које има право на ИМСС                                                              | 22796    |
| 137 | Становништво које има право на социјално осигурање                                               | 15957    |
| 138 | Становништво које има право на државно социјално осигурање                                       | 321      |
| 139 | Становништво које има право на опште осигурање или здравствено осигурање за нову генерацију      | 12755    |
| 140 | Становништво које је било једном или није било у браку током 12 година и више                    | 25855    |
| 141 | Венчано или уједињено становништво од 12 година и више                                           | 37191    |
| 142 | Становништво које је било у браку или уједињено 12 година и више                                 | 6924     |
| 143 | Становништво са католичком религијом                                                             | 77080    |
| 144 | Протестанти, еванђелисти и библијски следбеници различити од еванђелиста                         | 6868     |
| 145 | Становништво са другим религијама различитим од претходних                                       | 239      |
| 146 | Становништво без религије                                                                        | 2886     |
| 147 | Укупно пописаних домаћинства                                                                     | 23035    |
| 148 | Пописна домаћинства на челу са мушкарцима                                                        | 16452    |
| 149 | Пописна домаћинства на челу са женама                                                            | 6583     |
| 150 | Становништво у пописним домаћинствима                                                            | 88374    |
| 151 | Становништво у пописним домаћинствима на челу са мушкарцима                                      | 66530    |
| 152 | Становништво у пописним домаћинствима на челу са женама                                          | 21844    |
| 153 | Укупно домаћинстава                                                                              | 29808    |
| 154 | Укупно насељених домаћинстава                                                                    | 23347    |
| 155 | Укупно приватних кућа                                                                            | 29496    |
| 156 | Насељени приватни домови                                                                         | 23035    |
| 157 | Укупно насељених приватних кућа                                                                  | 23338    |
| 158 | Ненасељене приватне куће                                                                         | 4439     |
| 159 | Појединачна домаћинства за привремену употребу                                                   | 2022     |
| 160 | Становници у насељеним приватним кућама                                                          | 88374    |
| 161 | Насељеност станара у приватним становима                                                         | 3.84     |
| 162 | Просечно становника по соби у приватним насељеним домаћинствима                                  | 0.85     |
| 163 | Појединачна домаћинства са подовима од различитих материјала од земље                            | 22515    |
| 164 | Појединачна домаћинства у приземљу                                                               | 406      |
| 165 | Појединачна домаћинства са једном спаваћом собом                                                 | 5486     |
| 166 | Појединачна домаћинства са две спаваће собе и више                                               | 17516    |
| 167 | Појединачна домаћинства са једним собом                                                          | 643      |
| 168 | Појединачна домаћинства са две собе                                                              | 2027     |
| 169 | Појединачна домаћинства са 3 собе и више                                                         | 20307    |
| 170 | Појединачна домаћинства која имају електрично светло                                             | 22882    |
| 171 | Појединачна домаћинства која немају електрично светло                                            | 119      |
| 172 | Појединачна домаћинства која имају водоводну воду у стамбеном простору                           | 22376    |
| 173 | Појединачна домаћинства која немају водоводну воду у стамбеном простору                          | 583      |
| 174 | Појединачна домаћинства која имају тоалет                                                        | 22739    |
| 175 | Појединачна домаћинства која имају канализацију                                                  | 22627    |
| 176 | Појединачна домаћинства која немају канализацију                                                 | 320      |
| 177 | Појединачна домаћинства која имају електрично светло, довод воде из јавне мреже и канализацију   | 22027    |
| 178 | Појединачна домаћинства без икаквих услова                                                       | 140      |
| 179 | Појединачна домаћинства која имају радио                                                         | 20201    |
| 180 | Појединачна домаћинства која имају телевизор                                                     | 22370    |
| 181 | Појединачна домаћинства која имају фрижидер                                                      | 19584    |
| 182 | Појединачна домаћинства која имају машину за веш                                                 | 15567    |
| 183 | Појединачна домаћинства која имају аутомобил или комби                                           | 12127    |
| 184 | Појединачна домаћинства која имају рачунар                                                       | 10323    |
| 185 | Појединачна домаћинства која имају фиксну телефонску линију                                      | 11383    |
| 186 | Појединачна домаћинства која имају мобилни телефон                                               | 17868    |
| 187 | Појединачна домаћинства која имају приступ интернету                                             | 7318     |